# Toothing
Toothing ist eine fiktive Form von Blind Date mit anonymem Sex, bei der Unbekannte – sogenannte Toother – an Orten mit vielen Menschen, beispielsweise im Zug oder an Konferenzen, über Bluetooth-taugliche Mobiltelefone Kontakt aufnehmen und mit mehrdeutigen Nachrichten ein Treffen für schnellen Sex vereinbaren, häufig auf einer Toilette. Toothing findet nicht in der Realität statt, sondern ist ein im Internet publizierter Scherz (Hoax), dessen Durchführung zumindest denkbar ist.
Der Legende nach stammt Toothing aus London, wo es seit Anfang 2004 in der U-Bahn beobachtet worden sein soll. Am Anfang hätten sich so vor allem Homosexuelle getroffen, doch hätten mittlerweile auch heterosexuelle Menschen diese Spielart der Sexualität für sich entdeckt.
Inzwischen hat sich herausgestellt, dass Toothing eine Moderne Sage ist, die sich Stephen Curran zusammen mit Freunden ausgedacht hat.
Siehe auch: Dogging